# Ania Bukstein
Ania Jocelyn Bukstein(em hebraico אניה בוקשטין, em russo Аня Букштейн) (07 de junho de 1982), mais conhecida como Ania Bukstein, é uma atriz israelita nascida na Rússia.

## Biografia
Ania Jocelyn Bukstein nasceu em Moscou,URSS,em 1982,em uma família judaica-russa. Seus pais são ambos médicos-sua mãe é uma fonoaudióloga e seu pai é um neurocirurgião. Ela fala russo, hebraico, francês e inglês fluentemente. Juntamente com seus pais, imigrou para Israel no início da década de 1990 quando tinha 8 anos, enquanto seus avós ainda viviam em Moscou.

## Carreira
Em 1994, quando tinha doze anos, Bukstein obteve seu primeiro papel cinematográfico e trabalhou ao lado de Etti Ankri e Shuli Rand onde retratou Anna, personagem principal do filme Eretz Hadasha (Um Novo País), um filme sobre um jovem sobrevivente do Holocausto e suas dificuldades depois de se mudar para Israel em 1950 com seu irmão mais velho. Por sua atuação no filme, oi nomeada para o Prêmio Ophir na categoria de Melhor Atriz, sendo a atriz mais nova a integrar as nomeações desta categoria.
Em 2003, apareceu em Dover Kosashvili 's Matana MiShamayim . Em 2005, estrelou o filme dirigido por Shmuel Hasfari e Shoshelet Schwartz. Devido a sua atuação, ela foi novamente nomeada para o Prêmio Ophir de Melhor Atriz. Mais tarde naquele ano, retratou Anastasia durante a primeira temporada da série de televisão infantil Rosh Gadol. Em 2006, retratou Tamara Vice na terceira e quarta temporada da série de drama musical HaShir Shelanu.
Em 2008, apareceu na série de televisão israelense Kapiot (Spoons) no Canal 2. Em 2010, retratou Adi no primeiro filme de terror israelense Kalevet(Raiva) e mais tarde fez uma aparição na sitcom Naor's. Em 2016, atuou como Kinvara na sexta temporada da série do canal HBO,Game of Thrones.

### Filmes
| Ano  | Título              | Papel      | Notas |
| ---- | ------------------- | ---------- | ----- |
| 1994 | New Land            | Anna       |       |
| 2003 | Matana MiShamayim   | Marina     |       |
| 2005 | Schwartz Denesty    | Anna       |       |
| 2006 | Foul Gesture        | Arkadia    |       |
| 2007 | The Secrets         | Neomi Hess |       |
| 2010 | Rabies              | Adi        |       |
| 2012 | The Conductor       | Anna       |       |
| 2012 | Dead Europe         | Amina      |       |
| 2013 | Friends from France | Vera       |       |
| 2017 | A Quiet Heart       | Naomi      |       |

### Televisão
| Ano         | Título          | Papel                      | Notas                                               |
| ----------- | --------------- | -------------------------- | --------------------------------------------------- |
| 2005        | Rosh Gadol      | Anastasia                  | Primeira Temporada                                  |
| 2006        | Our Song        | Tamara Weiss               |                                                     |
| 2007        | Spoons          | Vários personagens         |                                                     |
| 2007 – 2009 | Screenz         | Shiri                      |                                                     |
| 2007 – 2014 | The Arbitrator  | Irena Kovlova              |                                                     |
| 2011        | Naor's Friends  | Silvy Knafo                | Episódio: "The First Years of the Undercover Bimbo" |
| 2014        | Amamiyot        | Silvy Knafo / Slavit Kanaf |                                                     |
| 2015        | False Flag      | Asia Brinditch             |                                                     |
| 2015        | Plan B          | Ela mesma                  |                                                     |
| 2016        | Game of Thrones | Kinvara                    | Episódio: "The Door"                                |
| 2017        | Genius          | Margarita Konenkova        | Episódio: "Chapter 9"                               |